# پیاده‌نظام ارتش بریتانیا
پیاده‌نظام ارتش بریتانیا (انگلیسی: Infantry of the British Army) مجموعه‌ای از ۴۹ گردان پیاده‌نظام در قالب ۱۹ هنگ زیرمجموعه ارتش بریتانیا است، که فعالیت خود را از سال ۱۹۹۱ آغاز کرد. کلیه گردان‌ها و هنگ‌های پیاده‌نظام نیروی زمینی بریتانیا (یگان‌های کوچکتر از تیپ) تحت امر یگان پیاده‌نظام ارتش بریتانیا فعالیت می‌کنند. 